# Fürstpropstei Ellwangen
Die Fürstpropstei Ellwangen (lateinisch Praepositura Ellwangensis; Patrozinium: St. Sulpicius und St. Servilianus; seit Ende des 10. Jh. besonders St. Vitus) war ein geistliches Reichsfürstentum des Heiligen Römischen Reiches und exemptes weltliches Chorherrenstift mit Sitz in Ellwangen im heutigen Ostwürttemberg. Als solches existierte der Kleinstaat von 1460 bis zur Säkularisation 1802, mit der die Fürstpropstei an Württemberg fiel.

## Geographische Ausdehnung
Die Fürstpropstei bestand zunächst aus den Ämtern Ellwangen, Tannenburg und Kochenburg. 1471 kam das Amt Rötlen, 1545 Wasseralfingen und 1609 Heuchlingen dazu. Bei der Säkularisation 1802 wohnten ca. 20.000 Menschen im Territorium der Fürstpropstei, das etwa 500 Quadratkilometer umfasste.

## Geschichte

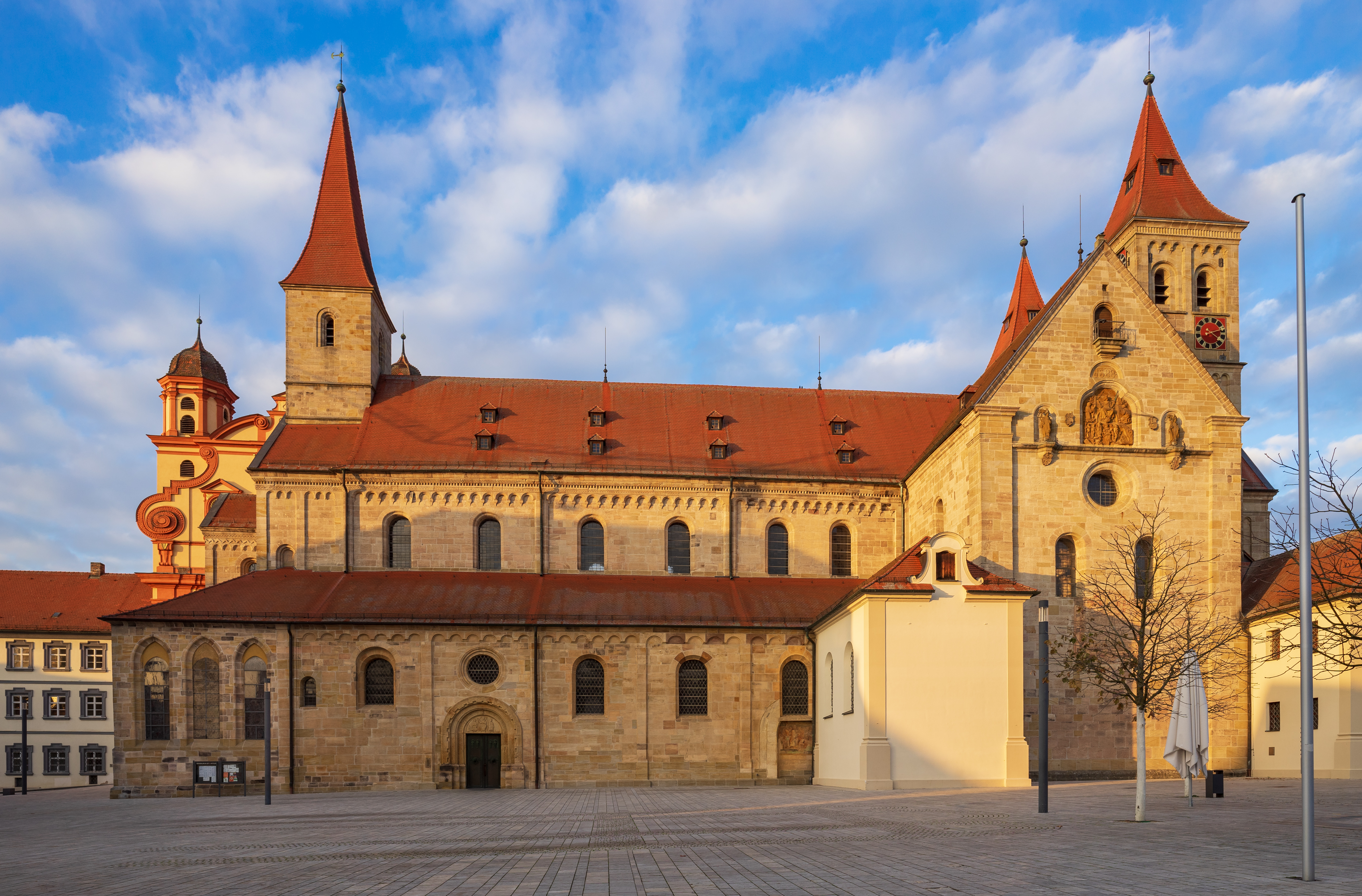
St. Vitus, die ehemalige Abteikirche der Benediktiner und spätere Stiftskirche der Fürstpropstei Ellwangen inmitten der Stadt

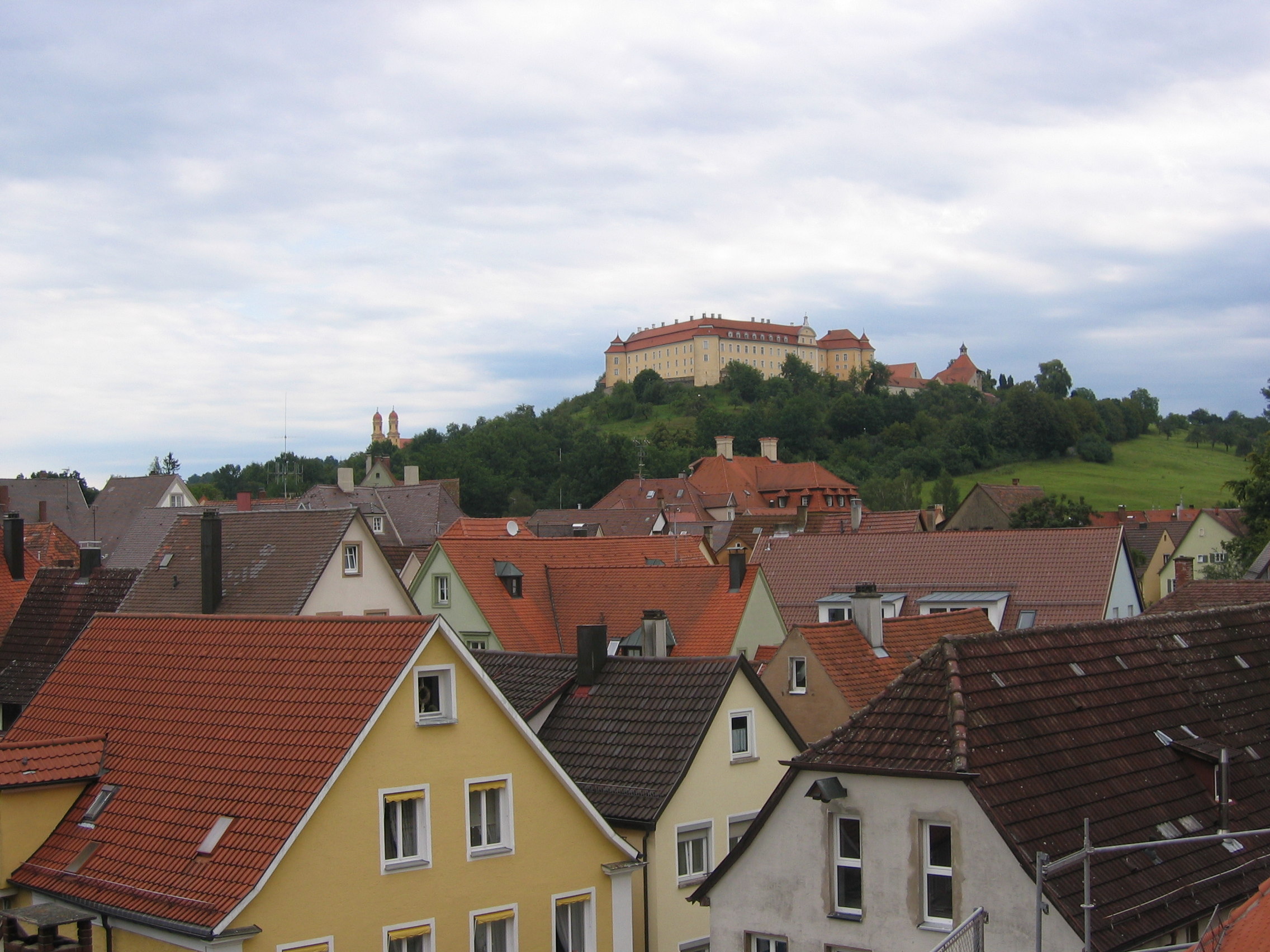
Blick auf die Residenz der Fürstpröpste, das Schloss ob Ellwangen

Die Fürstpropstei Ellwangen ging aus einer reichsunmittelbaren Abtei in Ellwangen an der Jagst hervor, die im Jahr 764 (750?) von Hariolf und Erlolf (Bischof der französischen Stadt Langres) als Benediktinerkloster gegründet worden war. 1460 wurde die Abtei in ein weltliches Chorherrenstift umgewandelt. Dem Stiftskapitel gehörten zwölf adlige Kanoniker und zehn Chorvikare an. Der Fürstpropst besaß im Reichstag eine Virilstimme und vergab die städtischen Ämter in Ellwangen jeweils für ein Jahr gegen eine Gebühr. Dies betraf sowohl den Stadtschultheißen als auch die Mitglieder des Gerichts, die zugleich den Rat bildeten. Selbst das Hirtenamt und das Amt des Bannwarts wurden auf diese Weise besetzt.
Ab 1524 verbreitete Stiftsprediger Johann Kreß die Ideen der Reformation. Der Ellwanger Pfarrer Georg Mumpach erklärte 1525, die Leibeigenschaft sei aufgehoben und die Klöster sollten umgewandelt und zerstört werden. Auf seine Anregung hin sammelten sich die Ellwanger Bauern zu einem Haufen, der am 17. Mai 1525 von Truppen des Schwäbischen Bundes geschlagen wurde. Mumpach und Kreß wurden gefangen genommen, verurteilt und am 7. November 1525 in Lauingen enthauptet.
In den Jahren 1588 und 1611–1618 wurden etwa 450 Frauen und Männer während der Hexenprozesse in Ellwangen umgebracht. Damit wurde in Ellwangen neben dem Hochstift Bamberg die Hexenverfolgung am intensivsten betrieben.
Im Dreißigjährigen Krieg war Ellwangen der Katholischen Liga beigetreten und leistete hohe finanzielle Beiträge an dieses Bündnis. Die Stadt wurde am 22. Mai 1632 von den Schweden besetzt durch Obrist Sperreuth und Obrist Degenfeld, König Gustav Adolf schenkte Ellwangen seinem Generalstatthalter Graf Kraft von Hohenlohe-Neuenstein, der versuchte, die Reformation durchzusetzen. Am 9. September 1634, drei Tage nach der Schlacht bei Nördlingen, räumte Hohenlohe-Neuenstein Ellwangen.
Unter Franz Ludwig von Pfalz-Neuburg (1694–1732) und Franz Georg von Schönborn (1732–1756) wurde Ellwangen zu einer barocken Residenzstadt umgebaut. Letzter Fürstpropst war ab 1787 Clemens Wenzeslaus von Sachsen. 1802 wurde die Fürstpropstei durch den Reichsdeputationshauptschluss aufgelöst und Württemberg zugeordnet. Ellwangen war zunächst Sitz der Regierung von Neuwürttemberg. 1803 wurde der Ort Sitz des Oberamtes Ellwangen, das 1806 Teil des Königreichs Württemberg wurde.

## Staatsrechtliche Organisation
Herrscher der Fürstpropstei waren die dem Stift Ellwangen vorstehenden Fürstpröpste. Diese residierten aber oftmals – seit 1691 bis zur Säkularisation 1802 fast durchgehend – nicht mehr in Ellwangen selbst, sondern übten gleichzeitig an anderen Orten mehrere geistliche Ämter wie Domherr, Dompropst und vor allem Fürstbischof aus und nahmen dort Residenz.
Ellwangen war ein Konsistorialbenefizium; nach einer Wahl oder Postulation des Fürstpropstes durch das Stiftskapitel wurde das Amt durch den Papst verliehen.
Das Amt des Fürstpropstes von Ellwangen war gut dotiert, weshalb bei einer anstehenden Wahl oft mehrere Bewerber antraten. Demgegenüber war die politische Bedeutung geringer. Ellwangen verfügte über je eine Virilstimme im Reichstag des Römisch-Deutschen Reiches sowie im Kreistag des Schwäbischen Reichskreises.
Schon die reichsunmittelbare Benediktinerabtei Ellwangen besaß die Ämter Ellwangen, Tannenburg und Kochenburg. Diese blieben auch nach der Umwandlung zum weltlichen Chorherrenstift der Fürstpropstei erhalten. 1471 kam das Amt Rötlen hinzu 1555 das Amt Wasseralfingen und 1609 das Amt Heuchlingen. Das Landesterritorium gliederte sich darüber hinaus in sechs fürstliche Oberämter und ein Oberamt des Stiftskapitels.
Für die Verwaltungsorganisation siehe die Liste der Ämter der Fürstpropstei Ellwangen.

## Übernahme durch Württemberg

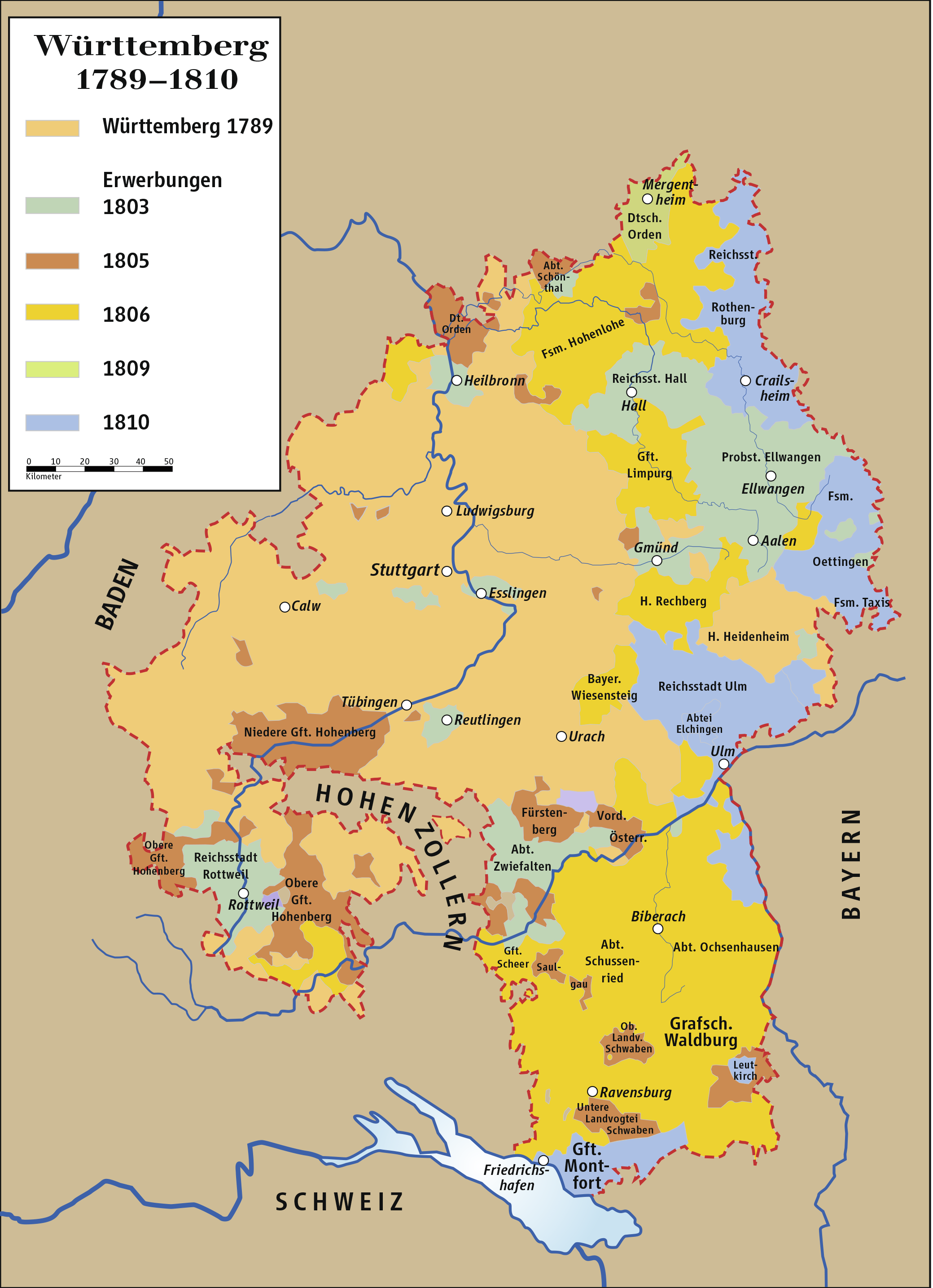
Die Erwerbungen Württembergs 1803 (in Grün)

Als Ausgleich für den Verlust der Grafschaft Mömpelgard und von Besitzungen im Elsaß hatte sich Herzog Friedrich von Württemberg von Frankreich bereits in dem am 7. August 1796 unterzeichneten Pariser Separatfrieden unter anderem die Fürstpropstei Ellwangen als Entschädigung zusichern lassen. Noch vor dem Reichsdeputationshauptschluss wurde Ellwangen am 10. September 1802 durch etwa 800 württembergische Soldaten unter General von Varnbühler besetzt. Fürstpropst Clemens Wenzeslaus und sein Stellvertreter, Stiftsdekan Franz von Hohenlohe-Schillingsfürst, hielten sich zu diesem Zeitpunkt in Augsburg auf. Da sowohl die Verwaltung als auch die Einwohner keinerlei Widerstand leisteten, wurde die Hälfte des Kontingents bereits Ende September wieder abgezogen. Den Großteil der verbliebenen Soldaten verlegte man auf die umliegenden Dörfer.
Der Geburtstag des Herzogs Friedrich von Württemberg am 6. November 1802 wurde in Ellwangen unter anderem mit einem Hochamt gefeiert, das Weihbischof Franz von Hohenlohe-Schillingsfürst hielt. Die Pläne von Fürstpropst Clemens Wenzeslaus, seinen Namenstag am 23. November mit Hochamt, Bankett, Paraden, einem Konzert und Böllerschüssen begehen zu lassen, fand der Herzog „ganz und gar nicht den bestehenden Verhältnissen angemessen und zum Teil denselben widersprechend und insoweit auch unausführbar“. Es wurde schließlich nur ein Hochamt abgehalten. Der 23. November 1802 war auch der Tag der „Zivilbesitznahme“ durch Regierungsrat Karl von Reischach.
Die Besatzungstruppen zogen am 10. Dezember ab, stattdessen wurde am 20. Dezember ein Infanterie-Bataillon nach Ellwangen verlegt. Im Juli 1803 verbrachte Friedrich, mittlerweile Kurfürst, fünf Tage in Ellwangen, wo er die Huldigungen seiner neuen Untertanen entgegennahm.

## Tafel mit der Darstellung von Äbten und Fürstpröpsten in der Basilika St. Vitus
In der Basilika St. Vitus sind die Äbte und Fürstpröpste von Ellwangen auf einem großen Tafelbild dargestellt.

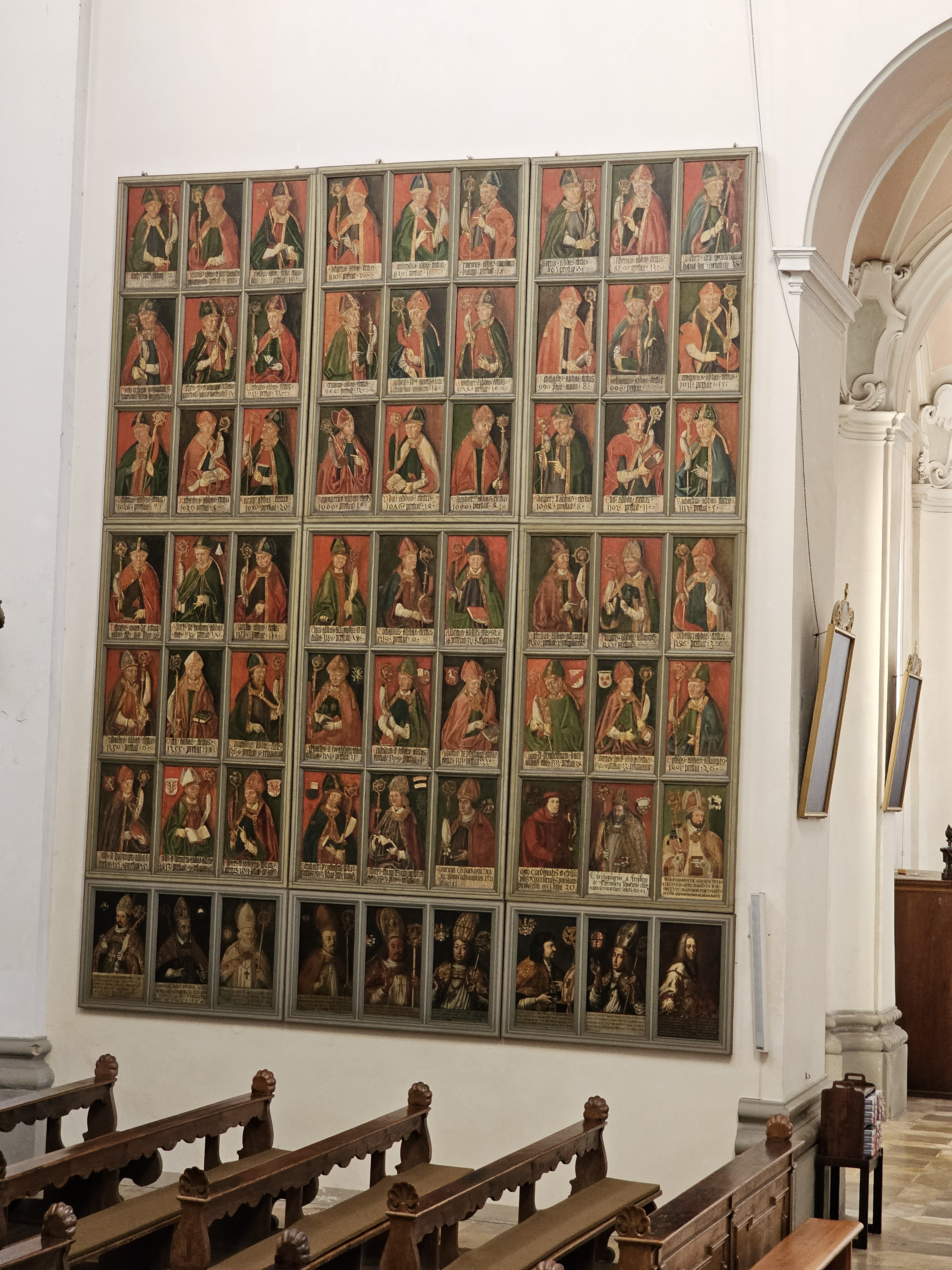
Tafel mit Äbten und Fürstpröpsten von Ellwangen (Basilika St. Vitus)

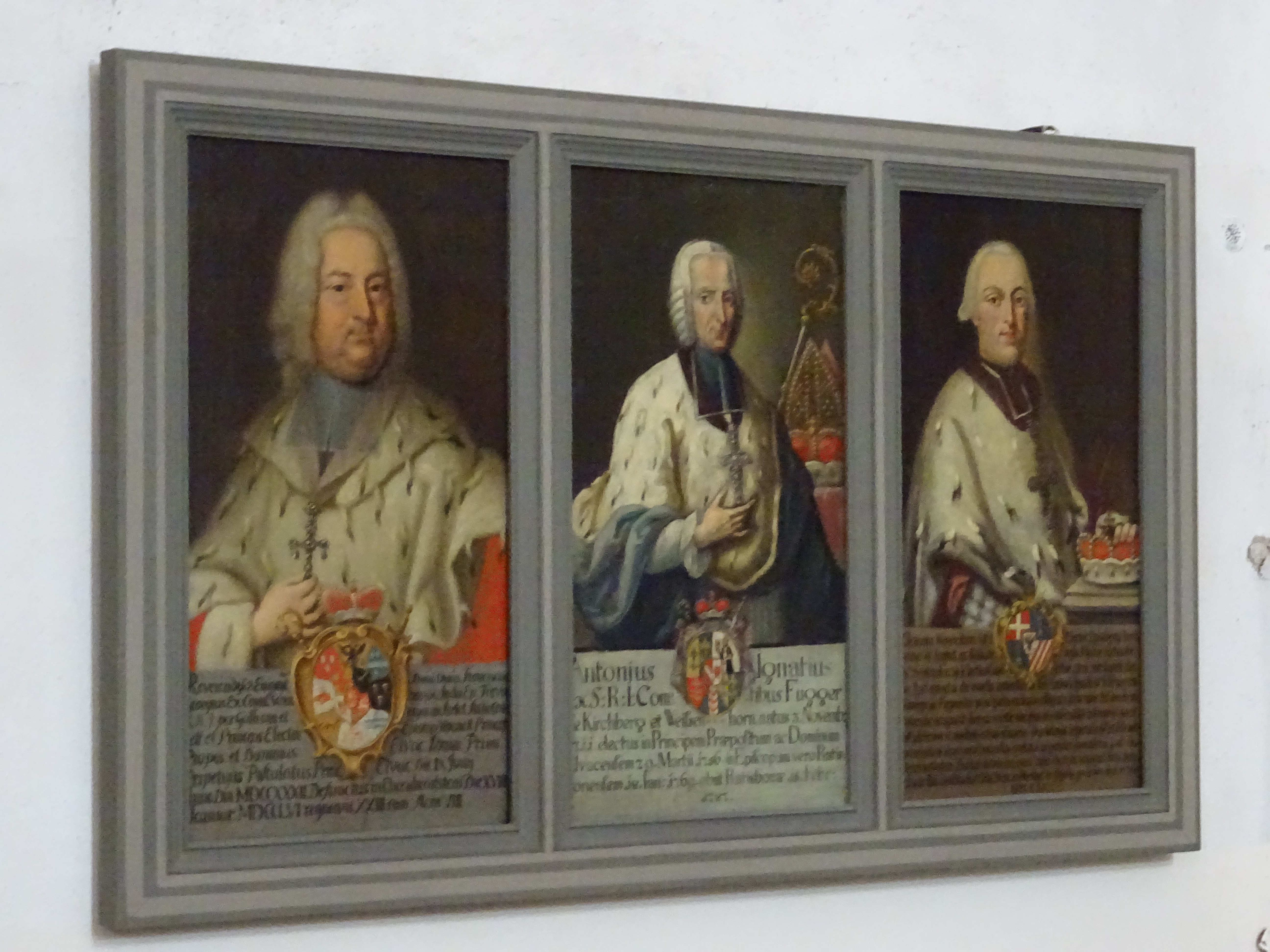
Die letzten drei Fürstpröpste, Franz Georg von Schönborn, Anton Ignaz von Fugger-Glött und Clemens Wenzeslaus von Sachsen

Die letzten drei Fürstpröpste, Franz Georg von Schönborn, Anton Ignaz von Fugger-Glött und Clemens Wenzeslaus von Sachsen sind an der Wand, seitlich von der großen Tafel angebracht.